# Liga de Naciones de la Concacaf 2022-23
La Liga de Naciones Concacaf 2022-23 (en inglés: 2022-23 CONCACAF Nations League) fue la segunda edición de la Liga de Naciones Concacaf; campeonato de fútbol que disputaron las 41 selecciones nacionales afiliadas a la Concacaf. El torneo sirvió también como proceso de clasificación para la Copa de Oro de la Concacaf 2023, y comenzó su fase de grupos en las fechas internacionales de la FIFA del mes de junio de 2022 y las finales se realizaron en el mes de junio de 2023.

## Formato
Las 41 selecciones que conforman la Concacaf han sido divididas en tres ligas de acuerdo con los ascensos y descensos producidos tras el final de la Liga de Naciones de la Concacaf 2019-20. La Liga A estará formada por 12 selecciones, la Liga B estará formada por 16 selecciones y la Liga C estará formada por 13 selecciones.
En la Liga A, las cuatro selecciones ganadoras de grupo clasificarán al Final Four que se disputará en junio de 2023, con un formato de semifinales, partido por el tercer puesto y final, para determinar los campeones del torneo. En la Liga B ascenderán a la Liga A los ganadores de cada grupo. En la Liga C las cuatro selecciones ganadoras de grupo ascenderán a la Liga B.
Debido a la expansión de la Liga A, para la siguiente edición solo existirán los ascensos entre ligas: los primeros de cada grupo de la Liga B ascenderán a la Liga A, mientras que los primeros de cada grupo de la liga C ascenderán a la Liga B. Se tiene contemplado la reanudación de los descensos para la edición 2023-24 de la Liga de Naciones. 

### Reglas de clasificación
Los equipos se clasificarán según los puntos obtenidos en la fase de grupos (3 puntos por ganar, 1 punto por empatar y 0 puntos por perder), si algún equipo está empatado con otro en puntos, se tendrán como criterio de desempate los siguientes puntos en forma descendente:
1. Diferencia de goles en todos los partidos de grupo;
2. Número de goles marcados en todos los partidos de grupo;
3. Puntos obtenidos en los partidos jugados entre los equipos en cuestión;
4. Diferencia de goles en los partidos jugados entre los equipos en cuestión;
5. Número de goles marcados en los partidos jugados entre los equipos en cuestión;
6. Número de goles marcados como visitantes en los partidos jugados entre los equipos en cuestión (si el empate es solo entre dos equipos);
7. Puntos de juego limpio en todos los partidos de grupo (solo se puede aplicar una deducción a un jugador en un solo partido):
  - Tarjeta amarilla: -1 puntos;
  - Tarjeta roja indirecta (segunda tarjeta amarilla): −3 puntos;
  - Tarjeta roja directa: −4 puntos;
  - Tarjeta amarilla y tarjeta roja directa: −5 puntos;
8. Sorteo.

## Calendario
| Fase           | Jornada                      | Fecha                  |
| -------------- | ---------------------------- | ---------------------- |
| Fase de grupos | Jornada 1                    | 2–4 de junio de 2022   |
| Fase de grupos | Jornada 2                    | 5–7 de junio de 2022   |
| Fase de grupos | Jornada 3                    | 9–11 de junio de 2022  |
| Fase de grupos | Jornada 4                    | 12–14 de junio de 2022 |
| Fase de grupos | Jornada 5                    | 23–25 de marzo de 2023 |
| Fase de grupos | Jornada 6                    | 26–28 de marzo de 2023 |
| Fase final     | Semifinales                  | 15 de junio de 2023    |
| Fase final     | Partido por el tercer puesto | 18 de junio de 2023    |
| Fase final     | Final                        | 18 de junio de 2023    |

## Equipos participantes
Las 41 selecciones pertenecientes a Concacaf participarán en la competición.
En negrita las selecciones de la Liga A.
| Equipos participantes | Equipos participantes | Equipos participantes | Equipos participantes                | Equipos participantes        |
| --------------------- | --------------------- | --------------------- | ------------------------------------ | ---------------------------- |
| Anguila               | Canadá                | Guadalupe             | Islas Vírgenes Británicas            | Puerto Rico                  |
| Antigua y Barbuda     | Costa Rica            | Guatemala             | Islas Vírgenes de los Estados Unidos | República Dominicana         |
| Aruba                 | Cuba                  | Guayana Francesa      | Jamaica                              | Saint-Martin                 |
| Bahamas               | Curazao               | Guyana                | Martinica                            | San Cristóbal y Nieves       |
| Barbados              | Dominica              | Haití                 | México                               | San Vicente y las Granadinas |
| Belice                | El Salvador           | Honduras              | Montserrat                           | Santa Lucía                  |
| Bermudas              | Estados Unidos        | Islas Caimán          | Nicaragua                            | Sint Maarten                 |
| Bonaire               | Granada               | Islas Turcas y Caicos | Panamá                               | Surinam                      |
| Trinidad y Tobago     |                       |                       |                                      |                              |

## Distribución
Los equipos que finalizaron últimos de grupo en las ligas A y B de la edición 2019-20, descendieron a la liga próxima inferior, mientras que los líderes de grupo de las ligas B y C ascendieron. Los demás equipos se mantuvieron en sus respectivas ligas.
|  | Ascendido de categoría. |
|  | Descendido de categoría |
|  | Mantuvo su categoría.   |

| Distribución de la Temporada 2022-23 | Distribución de la Temporada 2022-23 | Distribución de la Temporada 2022-23 | Distribución de la Temporada 2022-23 | Distribución de la Temporada 2022-23 | Distribución de la Temporada 2022-23 | Distribución de la Temporada 2022-23 | Distribución de la Temporada 2022-23 |
| Liga A                               | Liga A                               | Liga A                               | Liga A                               | Liga A                               | Liga A                               | Liga A                               | Liga A                               |
| ------------------------------------ | ------------------------------------ | ------------------------------------ | ------------------------------------ | ------------------------------------ | ------------------------------------ | ------------------------------------ | ------------------------------------ |
| Canadá                               |                                      | Curazao                              |                                      | Honduras                             |                                      | México                               |                                      |
| Costa Rica                           |                                      | Estados Unidos                       |                                      | Martinica                            |                                      | Panamá                               |                                      |
| El Salvador                          |                                      | Granada                              |                                      | Jamaica                              |                                      | Surinam                              |                                      |
| Liga B                               |                                      |                                      |                                      |                                      |                                      |                                      |                                      |
| Bermudas                             |                                      | Cuba                                 |                                      | Haití                                |                                      | Trinidad y Tobago                    |                                      |
| Antigua y Barbuda                    |                                      | Guyana                               |                                      | Montserrat                           |                                      | República Dominicana                 |                                      |
| Belice                               |                                      | Guayana Francesa                     |                                      | Nicaragua                            |                                      | San Vicente y las Granadinas         |                                      |
| Bahamas                              |                                      | Barbados                             |                                      | Guadalupe                            |                                      | Guatemala                            |                                      |
| Liga C                               |                                      |                                      |                                      |                                      |                                      |                                      |                                      |
| Aruba                                |                                      | Dominica                             |                                      | San Cristóbal y Nieves               |                                      | Santa Lucía                          |                                      |
| Anguila                              |                                      | Islas Turcas y Caicos                |                                      | Islas Vírgenes Británicas            |                                      | Saint-Martin                         |                                      |
| Bonaire                              |                                      | Islas Vírgenes de los Estados Unidos |                                      | Puerto Rico                          |                                      | Sint Maarten                         |                                      |
| Islas Caimán                         |                                      |                                      |                                      |                                      |                                      |                                      |                                      |

### Sorteo
El sorteo para la fase de grupos tuvo lugar en Miami, Estados Unidos el 4 de abril de 2022. Los bombos para cada una de las ligas se conformaron con base al ranking de selecciones nacionales de Concacaf de abril de 2022.
| Bombo | Selección      | Pts   | Rank |
| ----- | -------------- | ----- | ---- |
| 1     | México         | 2,020 | 1    |
| 1     | Estados Unidos | 1,917 | 2    |
| 1     | Costa Rica     | 1,500 | 3    |
| 1     | Canadá         | 1,431 | 4    |
| 2     | Panamá         | 1,624 | 5    |
| 2     | Jamaica        | 1,471 | 6    |
| 2     | El Salvador    | 1,390 | 9    |
| 2     | Honduras       | 1,350 | 10   |
| 3     | Martinica      | 1,252 | 11   |
| 3     | Curazao        | 1,249 | 12   |
| 3     | Surinam        | 1,086 | 15   |
| 3     | Granada        | 834   | 25   |

| Bombo | Selección                    | Pts   | Rank |
| ----- | ---------------------------- | ----- | ---- |
| 1     | Haití                        | 1,432 | 7    |
| 1     | Guatemala                    | 1,417 | 8    |
| 1     | Trinidad y Tobago            | 1,232 | 13   |
| 1     | Cuba                         | 1,096 | 14   |
| 2     | Guayana Francesa             | 1,030 | 16   |
| 2     | Guadalupe                    | 1,011 | 17   |
| 2     | Nicaragua                    | 986   | 18   |
| 2     | Bermudas                     | 973   | 19   |
| 3     | Antigua y Barbuda            | 954   | 20   |
| 3     | Guyana                       | 923   | 21   |
| 3     | República Dominicana         | 872   | 23   |
| 3     | San Vicente y las Granadinas | 865   | 24   |
| 4     | Belice                       | 795   | 26   |
| 4     | Montserrat                   | 767   | 27   |
| 4     | Barbados                     | 674   | 31   |
| 4     | Bahamas                      | 538   | 33   |

| Bombo | Selección                            | Pts | Rank |
| ----- | ------------------------------------ | --- | ---- |
| 1     | San Cristóbal y Nieves               | 910 | 22   |
| 1     | Puerto Rico                          | 725 | 28   |
| 1     | Bonaire                              | 718 | 29   |
| 1     | Santa Lucía                          | 709 | 30   |
| 2     | Dominica                             | 625 | 32   |
| 2     | Aruba                                | 528 | 34   |
| 2     | Islas Caimán                         | 512 | 35   |
| 2     | Islas Turcas y Caicos                | 448 | 36   |
| 3     | Saint Martin                         | 381 | 37   |
| 3     | Sint Maarten                         | 296 | 38   |
| 3     | Islas Vírgenes de los Estados Unidos | 246 | 39   |
| 3     | Anguila                              | 218 | 40   |
| 3     | Islas Vírgenes Británicas            | 152 | 41   |

| Bombo | Selección                    | Pts   | Rank |
| ----- | ---------------------------- | ----- | ---- |
| 1     | Haití                        | 1,432 | 7    |
| 1     | Guatemala                    | 1,417 | 8    |
| 1     | Trinidad y Tobago            | 1,232 | 13   |
| 1     | Cuba                         | 1,096 | 14   |
| 2     | Guayana Francesa             | 1,030 | 16   |
| 2     | Guadalupe                    | 1,011 | 17   |
| 2     | Nicaragua                    | 986   | 18   |
| 2     | Bermudas                     | 973   | 19   |
| 3     | Antigua y Barbuda            | 954   | 20   |
| 3     | Guyana                       | 923   | 21   |
| 3     | República Dominicana         | 872   | 23   |
| 3     | San Vicente y las Granadinas | 865   | 24   |
| 4     | Belice                       | 795   | 26   |
| 4     | Montserrat                   | 767   | 27   |
| 4     | Barbados                     | 674   | 31   |
| 4     | Bahamas                      | 538   | 33   |

| Bombo | Selección                            | Pts | Rank |
| ----- | ------------------------------------ | --- | ---- |
| 1     | San Cristóbal y Nieves               | 910 | 22   |
| 1     | Puerto Rico                          | 725 | 28   |
| 1     | Bonaire                              | 718 | 29   |
| 1     | Santa Lucía                          | 709 | 30   |
| 2     | Dominica                             | 625 | 32   |
| 2     | Aruba                                | 528 | 34   |
| 2     | Islas Caimán                         | 512 | 35   |
| 2     | Islas Turcas y Caicos                | 448 | 36   |
| 3     | Saint Martin                         | 381 | 37   |
| 3     | Sint Maarten                         | 296 | 38   |
| 3     | Islas Vírgenes de los Estados Unidos | 246 | 39   |
| 3     | Anguila                              | 218 | 40   |
| 3     | Islas Vírgenes Británicas            | 152 | 41   |

## Liga A

### Grupo A
| Pos. | Equipo  | Pts. | PJ | G | E | P | GF | GC | Dif. | Clasificación                                     |  | Bandera de México | Bandera de Jamaica | Bandera de Surinam |
| ---- | ------- | ---- | -- | - | - | - | -- | -- | ---- | ------------------------------------------------- |  | ----------------- | ------------------ | ------------------ |
| 1    | México  | 8    | 4  | 2 | 2 | 0 | 8  | 3  | +5   | Fase final y Copa de Oro de la Concacaf 2023      |  | —                 | 2 – 2              | 3 – 0              |
| 2    | Jamaica | 6    | 4  | 1 | 3 | 0 | 7  | 5  | +2   | Copa de Oro de la Concacaf 2023                   |  | 1 – 1             | —                  | 3 – 1              |
| 3    | Surinam | 1    | 4  | 0 | 1 | 3 | 2  | 0  | +2   | Play-offs para la Copa de Oro de la Concacaf 2023 |  | 0 – 2             | 1 – 1              | —                  |

Actualizado a los partidos jugados el 26 de marzo de 2023.
 Fuente: Concacaf
Criterios de clasificación: Puntos · Diferencia de goles · Goles a favor · Play-off

### Grupo B
| Pos. | Equipo     | Pts. | PJ | G | E | P | GF | GC | Dif. | Clasificación                                     |  | Bandera de Panamá | Bandera de Costa Rica | Bandera de Martinica |
| ---- | ---------- | ---- | -- | - | - | - | -- | -- | ---- | ------------------------------------------------- |  | ----------------- | --------------------- | -------------------- |
| 1    | Panamá     | 10   | 4  | 3 | 1 | 0 | 8  | 0  | +8   | Fase final y Copa de Oro de la Concacaf 2023      |  | —                 | 2 – 0                 | 5 – 0                |
| 2    | Costa Rica | 6    | 4  | 2 | 0 | 2 | 4  | 4  | 0    | Copa de Oro de la Concacaf 2023                   |  | 0 – 1             | —                     | 2 – 0                |
| 3    | Martinica  | 1    | 4  | 0 | 1 | 3 | 1  | 9  | −8   | Play-offs para la Copa de Oro de la Concacaf 2023 |  | 0 – 0             | 1 – 2                 | —                    |

Actualizado a los partidos jugados el 28 de marzo de 2023.
 Fuente: Concacaf
Criterios de clasificación: Puntos · Diferencia de goles · Goles a favor · Play-off

### Grupo C
| Pos. | Equipo   | Pts. | PJ | G | E | P | GF | GC | Dif. | Clasificación                                     |  | Bandera de Canadá | Bandera de Honduras | Bandera de Curazao |
| ---- | -------- | ---- | -- | - | - | - | -- | -- | ---- | ------------------------------------------------- |  | ----------------- | ------------------- | ------------------ |
| 1    | Canadá   | 9    | 4  | 3 | 0 | 1 | 11 | 3  | +8   | Fase final y Copa de Oro de la Concacaf 2023      |  | —                 | 4 – 1               | 4 – 0              |
| 2    | Honduras | 6    | 4  | 2 | 0 | 2 | 5  | 7  | −2   | Copa de Oro de la Concacaf 2023                   |  | 2 – 1             | —                   | 1 – 2              |
| 3    | Curazao  | 3    | 4  | 1 | 0 | 3 | 2  | 8  | −6   | Play-offs para la Copa de Oro de la Concacaf 2023 |  | 0 – 2             | 0 – 1               | —                  |

Actualizado a los partidos jugados el 28 de marzo de 2023.
 Fuente: Concacaf
Criterios de clasificación: Puntos · Diferencia de goles · Goles a favor · Play-off

### Grupo D
| Pos. | Equipo         | Pts. | PJ | G | E | P | GF | GC | Dif. | Clasificación                                     |  | Bandera de Estados Unidos | Bandera de El Salvador | Bandera de Granada |
| ---- | -------------- | ---- | -- | - | - | - | -- | -- | ---- | ------------------------------------------------- |  | ------------------------- | ---------------------- | ------------------ |
| 1    | Estados Unidos | 10   | 4  | 3 | 1 | 0 | 14 | 2  | +12  | Fase final y Copa de Oro de la Concacaf 2023      |  | —                         | 1 – 0                  | 5 – 0              |
| 2    | El Salvador    | 5    | 4  | 1 | 2 | 1 | 6  | 5  | +1   | Copa de Oro de la Concacaf 2023                   |  | 1 – 1                     | —                      | 3 – 1              |
| 3    | Granada        | 1    | 4  | 0 | 1 | 3 | 4  | 17 | −13  | Play-offs para la Copa de Oro de la Concacaf 2023 |  | 1 – 7                     | 2 – 2                  | —                  |

Actualizado a los partidos jugados el 27 de marzo de 2023.
 Fuente: Concacaf
Criterios de clasificación: Puntos · Diferencia de goles · Goles a favor · Play-off

### Fase final
En la Fase final, los cuatro equipos clasificados jugaron con el sistema de eliminación directa para definir el campeón. Los emparejamientos de semifinal se realizaron de acuerdo a las posiciones de los equipos según una tabla general con los resultados de la primera fase. Un finalista resultó del enfrentamiento entre el 1.° y 4.° lugar, el otro finalista resultó del enfrentamiento entre el 2.° y 3.° lugar.
Las semifinales se jugaron el 15 de junio, y la final el 18 de junio de 2023.
| Pos. | Grp. | Equipo         | Pts. | PJ | G | E | P | GF | GC | Dif. | Clasificación |
| ---- | ---- | -------------- | ---- | -- | - | - | - | -- | -- | ---- | ------------- |
| 1    | D    | Estados Unidos | 10   | 4  | 3 | 1 | 0 | 14 | 2  | +12  | Semifinal 1   |
| 2    | B    | Panamá         | 10   | 4  | 3 | 1 | 0 | 8  | 0  | +8   | Semifinal 2   |
| 3    | C    | Canadá         | 9    | 4  | 3 | 0 | 1 | 11 | 3  | +8   | Semifinal 2   |
| 4    | A    | México         | 8    | 4  | 2 | 2 | 0 | 8  | 3  | +5   | Semifinal 1   |

Actualizado a los partidos jugados el 28 de marzo de 2023.
 Fuente: Concacaf
Criterios de clasificación: 1) Puntos; 2) Diferencia de gol; 3) Goles anotados; 4) Puntos disciplinarios; 5) Sorteo.
Cuadro de desarrollo
|  | Semifinales | Semifinales    | Semifinales |        |   | Final          | Final        | Final        |  |
|  |             |                |             |        |   |                |              |              |  |
|  |             |                |             |        |   |                |              |              |  |
|  | 1           | Estados Unidos | 3           |        |   |                |              |              |  |
|  | 1           | Estados Unidos | 3           |        |   |                |              |              |  |
|  | 4           | México         | 0           |        |   |                |              |              |  |
|  | 4           | México         | 0           |        | 1 | Estados Unidos | 2            |              |  |
|  |             |                |             |        | 1 | Estados Unidos | 2            |              |  |
|  |             |                | 3           | Canadá | 0 |                |              |              |  |
|  | 2           | Panamá         | 3           | Canadá | 0 | 0              |              |              |  |
|  | 2           | Panamá         |             |        |   | 0              |              |              |  |
|  | 3           | Canadá         | 2           |        |   | Tercer lugar   | Tercer lugar | Tercer lugar |  |
|  | 3           | Canadá         | 2           |        |   | Tercer lugar   | Tercer lugar | Tercer lugar |  |
|  |             |                |             |        |   |                |              |              |  |
|  |             |                |             |        |   | 2              | Panamá       | 0            |  |
|  |             |                |             |        |   | 2              | Panamá       | 0            |  |
|  |             |                |             |        |   | 4              | México       | 1            |  |
|  |             |                |             |        |   | 4              | México       | 1            |  |
|  |             |                |             |        |   |                |              |              |  |

|                                   |
| Bandera de Estados Unidos         |
| Campeón Estados Unidos 2.º título |

## Liga B

### Grupo A
| Pos. | Equipo            | Pts. | PJ | G | E | P | GF | GC | Dif. | Clasificación                                     |  | Bandera de Cuba | Bandera de Guadalupe (Francia) | Bandera de Antigua y Barbuda | Bandera de Barbados |
| ---- | ----------------- | ---- | -- | - | - | - | -- | -- | ---- | ------------------------------------------------- |  | --------------- | ------------------------------ | ---------------------------- | ------------------- |
| 1    | Cuba              | 15   | 6  | 5 | 0 | 1 | 11 | 3  | +8   | Ascenso y Copa de Oro de la Concacaf 2023         |  | —               | 1 – 0                          | 3 – 1                        | 3 – 0               |
| 2    | Guadalupe         | 9    | 6  | 3 | 0 | 3 | 5  | 5  | 0    | Play-offs para la Copa de Oro de la Concacaf 2023 |  | 2 – 1           | —                              | 0 – 1                        | 2 – 1               |
| 3    | Antigua y Barbuda | 9    | 6  | 3 | 0 | 3 | 5  | 7  | −2   | Play-offs para la Copa de Oro de la Concacaf 2023 |  | 0 – 2           | 1 – 0                          | —                            | 1 – 2               |
| 4    | Barbados          | 3    | 6  | 1 | 0 | 5 | 3  | 9  | −6   |                                                   |  | 0 – 1           | 0 – 1                          | 0 – 1                        | —                   |

Actualizado a los partidos jugados el 26 de marzo de 2023.
 Fuente: Concacaf
Criterios de clasificación: Puntos · Diferencia de goles · Goles a favor · Play-off
Notas:
1. ↑  Antigua y Barbuda se clasificó a los play-offs para la Copa de Oro 2023 como mejor tercero, ocupando el lugar de Trinidad y Tobago.

### Grupo B
| Pos. | Equipo     | Pts. | PJ | G | E | P | GF | GC | Dif. | Clasificación                                     |       | Bandera de Haití | Bandera de Guyana | Bandera de Bermudas | Bandera de Montserrat |
| ---- | ---------- | ---- | -- | - | - | - | -- | -- | ---- | ------------------------------------------------- | ----- | ---------------- | ----------------- | ------------------- | --------------------- |
| 1    | Haití      | 16   | 6  | 5 | 1 | 0 | 22 | 5  | +17  | Ascenso y Copa de Oro de la Concacaf 2023         |       | —                | 6 – 0             | 3 – 1               | 3 – 2                 |
| 2    | Guyana     | 10   | 6  | 3 | 1 | 2 | 8  | 14 | −6   | Play-offs para la Copa de Oro de la Concacaf 2023 |       | 2 – 6            | —                 | 2 – 1               | 0 – 0                 |
| 3    | Bermudas   | 4    | 6  | 1 | 1 | 4 | 7  | 10 | −3   |                                                   |       | 0 – 0            | 0 – 2             | —                   | 3 – 0                 |
| 4    | Montserrat | 4    | 6  | 1 | 1 | 4 | 6  | 14 | −8   |                                                   | 0 – 4 | 1 – 2            | 3 – 2             | —                   |                       |

Actualizado a los partidos jugados el 28 de marzo de 2023.
 Fuente: Concacaf
Criterios de clasificación: Puntos · Diferencia de goles · Goles a favor · Play-off

### Grupo C
| Pos. | Equipo                       | Pts. | PJ | G | E | P | GF | GC | Dif. | Clasificación                             |       | Bandera de Nicaragua | Bandera de Trinidad y Tobago | Bandera de Bahamas | Bandera de San Vicente y las Granadinas |
| ---- | ---------------------------- | ---- | -- | - | - | - | -- | -- | ---- | ----------------------------------------- | ----- | -------------------- | ---------------------------- | ------------------ | --------------------------------------- |
| 1    | Nicaragua                    | 14   | 6  | 4 | 2 | 0 | 15 | 5  | +10  | Descalificado                             |       | —                    | 2 – 1                        | 4 – 0              | 4 – 1                                   |
| 2    | Trinidad y Tobago            | 13   | 6  | 4 | 1 | 1 | 12 | 4  | +8   | Ascenso y Copa de Oro de la Concacaf 2023 |       | 1 – 1                | —                            | 1 – 0              | 4 – 1                                   |
| 3    | Bahamas                      | 4    | 6  | 1 | 1 | 4 | 2  | 11 | −9   |                                           |       | 0 – 2                | 0 – 3                        | —                  | 1 – 0                                   |
| 4    | San Vicente y las Granadinas | 2    | 6  | 0 | 2 | 4 | 5  | 14 | −9   |                                           | 2 – 2 | 0 – 2                | 1 – 1                        | —                  |                                         |

Actualizado a los partidos jugados el 27 de marzo de 2023.
 Fuente: Concacaf
Criterios de clasificación: Puntos · Diferencia de goles · Goles a favor · Play-off
Notas:
1. ↑  Nicaragua fue descalificado de los play-offs de la Copa Oro 2023 y la Liga de Naciones A 2023-24 debido a que alineó a un jugador no elegible. Trinidad y Tobago ocupó su lugar en ambos torneos.[6]

### Grupo D
| Pos. | Equipo               | Pts. | PJ | G | E | P | GF | GC | Dif. | Clasificación                                     |       | Bandera de Guatemala | Bandera de Guayana Francesa | Bandera de la República Dominicana | Bandera de Belice |
| ---- | -------------------- | ---- | -- | - | - | - | -- | -- | ---- | ------------------------------------------------- | ----- | -------------------- | --------------------------- | ---------------------------------- | ----------------- |
| 1    | Guatemala            | 13   | 6  | 4 | 1 | 1 | 11 | 4  | +7   | Ascenso y Copa de Oro de la Concacaf 2023         |       | —                    | 4 – 0                       | 2 – 0                              | 2 – 0             |
| 2    | Guayana Francesa     | 11   | 6  | 3 | 2 | 1 | 8  | 8  | 0    | Play-offs para la Copa de Oro de la Concacaf 2023 |       | 2 – 0                | —                           | 1 – 1                              | 1 – 0             |
| 3    | República Dominicana | 8    | 6  | 2 | 2 | 2 | 8  | 7  | +1   |                                                   |       | 1 – 1                | 2 – 3                       | —                                  | 2 – 0             |
| 4    | Belice               | 1    | 6  | 0 | 1 | 5 | 2  | 10 | −8   |                                                   | 1 – 2 | 1 – 1                | 0 – 2                       | —                                  |                   |

Actualizado a los partidos jugados el 27 de marzo de 2023.
 Fuente: Concacaf
Criterios de clasificación: Puntos · Diferencia de goles · Goles a favor · Play-off

## Liga C

### Grupo A
| Pos. | Equipo                               | Pts. | PJ | G | E | P | GF | GC | Dif. | Clasificación                                               |       |       | Bandera de Bonaire | Bandera de Islas Turcas y Caicos | Bandera de Islas Vírgenes de los Estados Unidos |
| ---- | ------------------------------------ | ---- | -- | - | - | - | -- | -- | ---- | ----------------------------------------------------------- | ----- | ----- | ------------------ | -------------------------------- | ----------------------------------------------- |
| 1    | Sint Maarten                         | 11   | 6  | 3 | 2 | 1 | 19 | 9  | +10  | Ascenso y Play-offs para la Copa de Oro de la Concacaf 2023 |       | —     | 6 – 1              | 8 – 2                            | 1 – 1                                           |
| 2    | Bonaire                              | 10   | 6  | 3 | 1 | 2 | 12 | 11 | +1   |                                                             |       | 2 – 2 | —                  | 1 – 2                            | 2 – 0                                           |
| 3    | Islas Turcas y Caicos                | 9    | 6  | 3 | 0 | 3 | 10 | 16 | −6   |                                                             | 2 – 0 | 1 – 4 | —                  | 1 – 0                            |                                                 |
| 4    | Islas Vírgenes de los Estados Unidos | 4    | 6  | 1 | 1 | 4 | 5  | 10 | −5   |                                                             | 1 – 2 | 0 – 2 | 3 – 2              | —                                |                                                 |

Actualizado a los partidos jugados el 28 de marzo de 2023.
 Fuente: Concacaf
Criterios de clasificación: Puntos · Diferencia de goles · Goles a favor · Play-off

### Grupo B
| Pos. | Equipo                 | Pts. | PJ | G | E | P | GF | GC | Dif. | Clasificación                                               |       | Bandera de San Cristobal y Nieves | Bandera de Aruba | Bandera de San Martín |
| ---- | ---------------------- | ---- | -- | - | - | - | -- | -- | ---- | ----------------------------------------------------------- | ----- | --------------------------------- | ---------------- | --------------------- |
| 1    | San Cristóbal y Nieves | 10   | 4  | 3 | 1 | 0 | 9  | 4  | +5   | Ascenso y Play-offs para la Copa de Oro de la Concacaf 2023 |       | —                                 | 2 – 0            | 1 – 1                 |
| 2    | Aruba                  | 4    | 4  | 1 | 1 | 2 | 5  | 5  | 0    |                                                             |       | 2 – 3                             | —                | 3 – 0                 |
| 3    | San Martín             | 2    | 4  | 0 | 2 | 2 | 2  | 7  | −5   |                                                             | 1 – 3 | 0 – 0                             | —                |                       |

Actualizado a los partidos jugados el 27 de marzo de 2023.
 Fuente: Concacaf
Criterios de clasificación: Puntos · Diferencia de goles · Goles a favor · Play-off

### Grupo C
| Pos. | Equipo      | Pts. | PJ | G | E | P | GF | GC | Dif. | Clasificación                                               |       | Bandera de Santa Lucía | Bandera de Anguila | Bandera de Dominica |
| ---- | ----------- | ---- | -- | - | - | - | -- | -- | ---- | ----------------------------------------------------------- | ----- | ---------------------- | ------------------ | ------------------- |
| 1    | Santa Lucía | 12   | 4  | 4 | 0 | 0 | 8  | 2  | +6   | Ascenso y Play-offs para la Copa de Oro de la Concacaf 2023 |       | —                      | 2 – 0              | 3 – 1               |
| 2    | Anguila     | 2    | 4  | 0 | 2 | 2 | 2  | 5  | −3   |                                                             |       | 1 – 2                  | —                  | 0 – 0               |
| 3    | Dominica    | 2    | 4  | 0 | 2 | 2 | 2  | 5  | −3   |                                                             | 0 – 1 | 1 – 1                  | —                  |                     |

Actualizado a los partidos jugados el 27 de marzo de 2023.
 Fuente: Concacaf
Criterios de clasificación: Puntos · Diferencia de goles · Goles a favor · Play-off

### Grupo D
| Pos. | Equipo                    | Pts. | PJ | G | E | P | GF | GC | Dif. | Clasificación                                               |       | Bandera de Puerto Rico | Bandera de Islas Caimán | Bandera de Islas Vírgenes Británicas |
| ---- | ------------------------- | ---- | -- | - | - | - | -- | -- | ---- | ----------------------------------------------------------- | ----- | ---------------------- | ----------------------- | ------------------------------------ |
| 1    | Puerto Rico               | 12   | 4  | 4 | 0 | 0 | 17 | 2  | +15  | Ascenso y Play-offs para la Copa de Oro de la Concacaf 2023 |       | —                      | 5 – 1                   | 6 – 0                                |
| 2    | Islas Caimán              | 2    | 4  | 0 | 2 | 2 | 3  | 10 | −7   |                                                             |       | 0 – 3                  | —                       | 1 – 1                                |
| 3    | Islas Vírgenes Británicas | 2    | 4  | 0 | 2 | 2 | 3  | 11 | −8   |                                                             | 1 – 3 | 1 – 1                  | —                       |                                      |

Actualizado a los partidos jugados el 26 de marzo de 2023.
 Fuente: Concacaf
Criterios de clasificación: Puntos · Diferencia de goles · Goles a favor · Play-off

## Clasificación a la Copa de Oro de la Concacaf 2023
|  | Primera ronda                 | Primera ronda |                               |       | Segunda ronda | Segunda ronda |
|  |                               |               |                               |       |               |               |
|  | 16 de junio – Fort Lauderdale |               |                               |       |               |               |
|  |                               |               |                               |       |               |               |
|  | Antigua y Barbuda             | 0             |                               |       |               |               |
|  | Antigua y Barbuda             | 0             | 20 de junio – Fort Lauderdale |       |               |               |
|  | Guadalupe                     | 5             |                               |       |               |               |
|  | Guadalupe                     | 5             | Guadalupe                     | 2     |               |               |
|  | 17 de junio – Fort Lauderdale |               | Guadalupe                     | 2     |               |               |
|  |                               | Guyana        | 0                             |       |               |               |
|  | Guyana                        | Guyana        | 0                             | 1 (5) |               |               |
|  | Guyana                        |               |                               | 1 (5) |               |               |
|  | Granada                       | 1 (3)         |                               |       |               |               |
|  | Granada                       | 1 (3)         |                               |       |               |               |

|  | Primera ronda                 | Primera ronda |                               |       | Segunda ronda | Segunda ronda |
|  |                               |               |                               |       |               |               |
|  | 16 de junio – Fort Lauderdale |               |                               |       |               |               |
|  |                               |               |                               |       |               |               |
|  | Martinica                     | 3             |                               |       |               |               |
|  | Martinica                     | 3             | 20 de junio – Fort Lauderdale |       |               |               |
|  | Santa Lucía                   | 1             |                               |       |               |               |
|  | Santa Lucía                   | 1             | Martinica                     | 2     |               |               |
|  | 17 de junio – Fort Lauderdale |               | Martinica                     | 2     |               |               |
|  |                               | Puerto Rico   | 0                             |       |               |               |
|  | Surinam                       | Puerto Rico   | 0                             | 0 (3) |               |               |
|  | Surinam                       |               |                               | 0 (3) |               |               |
|  | Puerto Rico                   | 0 (4)         |                               |       |               |               |
|  | Puerto Rico                   | 0 (4)         |                               |       |               |               |

|  | Primera ronda                 | Primera ronda    |                               |       | Segunda ronda | Segunda ronda |
|  |                               |                  |                               |       |               |               |
|  | 16 de junio – Fort Lauderdale |                  |                               |       |               |               |
|  |                               |                  |                               |       |               |               |
|  | Curazao                       | 1 (2)            |                               |       |               |               |
|  | Curazao                       | 1 (2)            | 20 de junio – Fort Lauderdale |       |               |               |
|  | San Cristóbal y Nieves        | 1 (3)            |                               |       |               |               |
|  | San Cristóbal y Nieves        | 1 (3)            | San Cristóbal y Nieves        | 1 (4) |               |               |
|  | 17 de junio – Fort Lauderdale |                  | San Cristóbal y Nieves        | 1 (4) |               |               |
|  |                               | Guayana Francesa | 1 (2)                         |       |               |               |
|  | Guayana Francesa              | Guayana Francesa | 1 (2)                         | 4     |               |               |
|  | Guayana Francesa              |                  |                               | 4     |               |               |
|  | Sint Maarten                  | 1                |                               |       |               |               |
|  | Sint Maarten                  | 1                |                               |       |               |               |

## Máximos goleadores
| Jugador           | Selección             | Liga | Goles |
| Gerwin Lake       | Sint Maarten          | C    | 8     |
| ----------------- | --------------------- | ---- | ----- |
| Ricardo Rivera    | Puerto Rico           | C    | 6     |
| Carnejy Antoine   | Haití                 | B    | 5     |
| Ayrton Cicilia    | Bonaire               | C    | 5     |
| Jonathan David    | Canadá                | A    | 4     |
| Jesús Ferreira    | Estados Unidos        | A    | 4     |
| Ricardo Pepi      | Estados Unidos        | A    | 4     |
| Carnejy Antoine   | Haití                 | B    | 4     |
| Arichel Hernández | Cuba                  | B    | 4     |
| Joel Sarrucco     | Guayana Francesa      | B    | 4     |
| Billy Forbes      | Islas Turcas y Caicos | C    | 4     |

## Clasificados a la Copa de Oro de la Concacaf 2023
| Bandera de Panamá     | Bandera de Jamaica    | Bandera de El Salvador | Bandera de México     |
| Panamá                | Jamaica               | El Salvador            | México                |
| 1.° Grupo B de Liga A | 2.° Grupo A de Liga A | 2.° Grupo D de Liga A  | 1.° Grupo A de Liga A |
| Clasificado: 12/06/22 | Clasificado: 14/06/22 | Clasificado: 14/06/22  | Clasificado: 23/03/23 |

| Bandera de Estados Unidos | Bandera de Haití      | Bandera de Costa Rica | Bandera de Canadá     |
| Estados Unidos            | Haití                 | Costa Rica            | Canadá                |
| 1.° Grupo D de Liga A     | 1.° Grupo B de Liga B | 2.° Grupo B de Liga A | 1.° Grupo C de Liga A |
| Clasificado: 24/03/23     | Clasificado: 25/03/23 | Clasificado: 25/03/23 | Clasificado: 25/03/23 |

| Bandera de Honduras   | Bandera de Cuba       | Bandera de Guatemala  | Bandera de Trinidad y Tobago |
| Honduras              | Cuba                  | Guatemala             | Trinidad y Tobago            |
| 2.° Grupo C de Liga A | 1.° Grupo A de Liga B | 1.° Grupo D de Liga B | 1.° Grupo C de Liga B        |
| Clasificado: 25/03/23 | Clasificado: 26/03/23 | Clasificado: 27/03/23 | Clasificado: 13/06/23        |

| Bandera de Guadalupe (Francia) | Bandera de Martinica  | Bandera de San Cristobal y Nieves |
| Guadalupe                      | Martinica             | San Cristóbal y Nieves            |
| Ganador Play-off 1             | Ganador Play-off 2    | Ganador Play-off 3                |
| Clasificado: 20/06/23          | Clasificado: 20/06/23 | Clasificado: 20/06/23             |